# Termen solar

Cele 24 de termene solare

Un termen solar este oricare din cele douăzeci și patru (24) de perioade din calendarele luni-solare tradiționale din Asia de Est ce se potrivește cu un anumit eveniment astronomic sau semnifică un fenomen natural.  Punctele sunt distanțate la 15 ° de-a lungul eclipticii  și sunt utilizate de calendarele lunii solare pentru a rămâne sincronizate cu anotimpurile, ceea ce este crucial pentru societățile agrare. Termenele solare sunt folosite și pentru a calcula lunile intercalare în calendarele Asiei de Est;  care lună se repetă depinzând de poziția soarelui la momentul respectiv. 
Potrivit Cartii Documentelor, primul termen determinat a fost Solstițiul de iarnă, numit și Dongzhi de Zhou Gong, în timp ce încerca să localizeze centrul geologic al regatului său, măsurând lungimea umbrei soarelui pe un instrument de cronometru antic numit Tu Gui (土圭).  Apoi s-au stabilit patru tipuri de anotimpuri, care au fost curând evoluați ca opt tipuri; până în anul 104 î.Hr. în cartea Calendarul Taichu, toate cele douăzeci și patru (24) de termene solare au fost incluse oficial în calendarul chinez. 
Deoarece viteza Soarelui de -a lungul eclipticii variază în funcție de distanța dintre Pământ și Soare, numărul de zile în care este nevoie de Soare pentru a călători între fiecare pereche de termene solare variază ușor pe parcursul anului. Fiecare termen solar este împărțit în trei ja⁠(Pentadă (calendar))[(calendar)&page=%E4%B8%83%E5%8D%81%E4%BA%8C%E5%80%99&targettitle=ja traduceți]  (候hòu ) ( ja ), deci sunt 72 de pentade într-un an. Fiecare pentadă este formată din cinci, mai rar șase zile, și sunt numite mai ales după fenologice fenomene (biologice sau botanice) corespunzătoare fiecărei pentadă. 
Termenele solare își au originea în China, apoi s-au răspândit în Coreea, Vietnam și Japonia, țări din sfera culturală a Asiei de Est . Deși fiecare termen a fost numit pe baza schimbărilor sezoniere ale climei din Câmpia Chinei de Nord, popoarele care trăiesc în diferite condiții climatice încă îl utilizează fără modificări.  Acest lucru este demonstrat de faptul că caracterele tradiționale chineze, Hanja și Kanji pentru majoritatea termenelor solare sunt identice. 
La 1 decembrie 2016, termenele solare au fost nominalizate pe lista patrimoniului cultural imaterial al UNESCO . 

## Lista termenelor solare
„Cântecul termenelor solare” este utilizat pentru a ușura memorarea jiéqì : 
| Chineza tradițională 春雨驚春清穀天 夏滿芒夏暑相連 秋處露秋寒霜降 冬雪雪冬小大寒 每月兩節不變更 最多相差一兩天 上半年來六、廿一 下半年是八、廿三 | Chineza simplificată 春雨惊春清谷天 夏满芒夏暑相连 秋处露秋寒霜降 冬雪雪冬小大寒 每月两节不变更 最多相差一两天 上半年来六、廿一 下半年是八、廿三 | Pinyin chūn yǔ jīng chūn qīng gǔ tiān, xià mǎn máng xià shǔ xiāng lián, qiū chù lù qiū hán shuāng jiàng, dōng xuě xuě dōng xiǎo dà hán. měi yuè liǎng jié bù biàn gēng, zùi duō xiāng chā yī liǎng tiān shàng bàn nián lái liù, niàn yī xià bàn nián shì bā, niàn sān |

## Notă regională
În Japonia, termenul Setsubun (節 分) s-a referit inițial la ajunurile Risshun (立春, 315 °, începutul primăverii) Rikka (立夏, 45 °, începutul verii), Risshū (立秋, 135 °, începutul lui toamnei) și Rittō (立冬, 225 °, începutul iernii), dar în prezent se referă mai ales la o zi dinainte de Risshun. Numele fiecărui termen solar se referă, de asemenea, la o perioadă de timp cuprinsă între acea zi și următorul termen solar, sau 1/24 al unui an.